# Горденин, Николай Николаевич
Николай Николаевич Горденин (1864—1914) — русский архитектор, автор большого числа проектов и реконструкций домов и храмов в Киеве и Киевской губернии.

## Биография
Николай Николаевич Горденин родился 24 января 1864 в Тамбове. В 1884 году окончил обучение в Московском училище живописи, ваяния и зодчества и получил диплом со званием неклассного художника архитектуры. Работал в городе Рыбинске исполняющим обязанности городского архитектора.

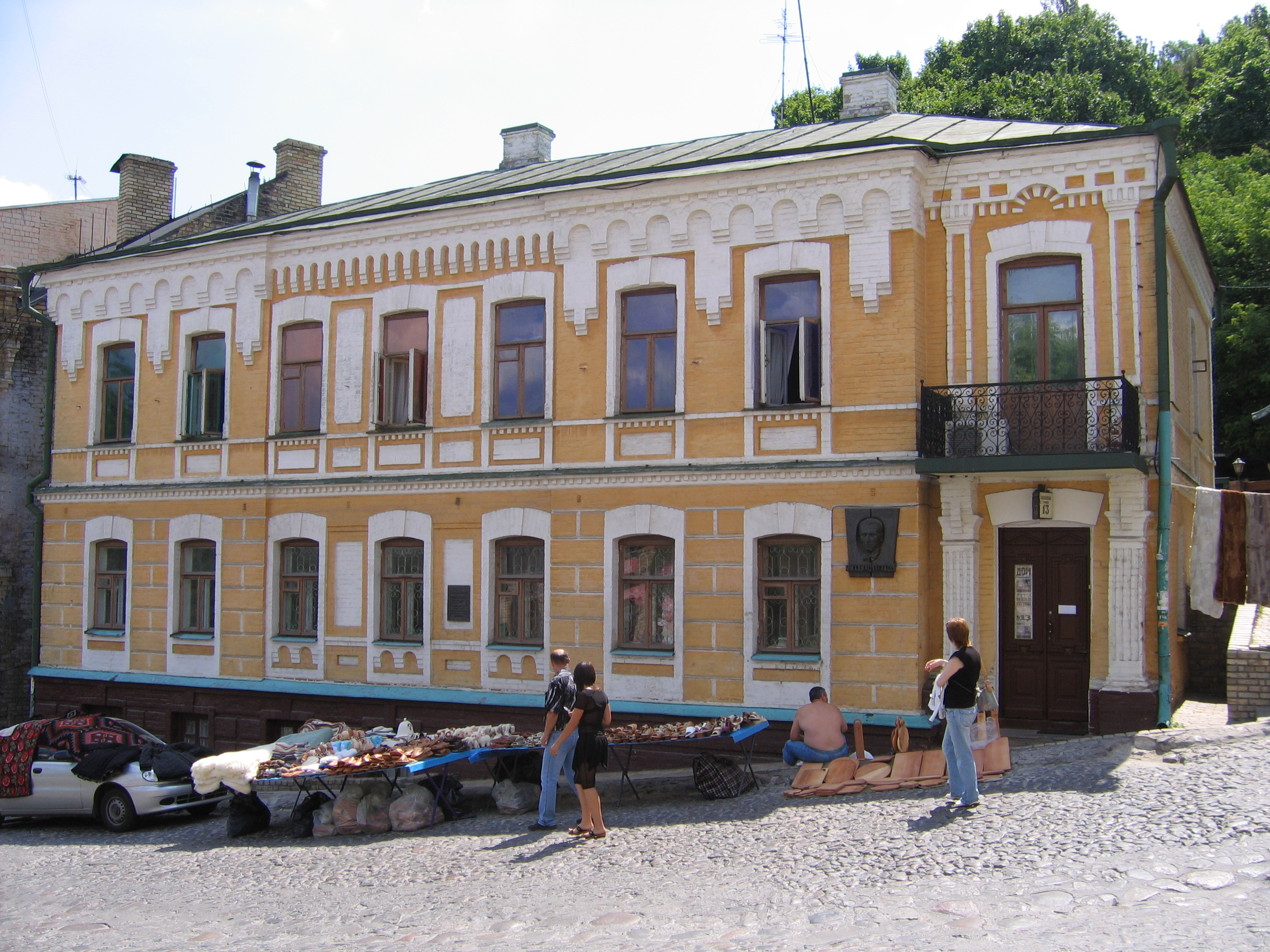
Музей писателя Михаила Булгакова

С 1886 года работал в Киеве, где спроектировал ряд зданий, среди них:
- жилые дома на Андреевском спуске: № 13 (1888—1889; здесь на 2-м этаже в квартире № 2 жила семья профессора Киевской духовной академии Афанасия Ивановича Булгакова; сегодня в здании расположен Музей писателя Михаила Булгакова), № 24 (конец XIX века);
- жилой дом на улице Львовской № 22 (1890);
- жилой дом в усадьбе В. Митрофанова на ул. Борисоглебской № 15 (1899);
- жилой дом на улице Трехсвятительской № 5 (1892—1894);
- жилые дома на улице Святославской (позже — Чапаева, Вячеслава Липинского): № 4-б (1899), № 9, 7, 11, 13 (1900—1901);
- жилой дом на улице Ярославов Вал, № 29 (третий этаж — пристройка, 1897—1898);
- жилые дома на улице Ярославской № 31 (1899), № 49 (1893);
- доходные дома по улице Маложитомирская № 18 (1895), № 13 (1896), улицы Малоподвальной № 15 (1896).
- жилой дом на улице Хорива, 49-б. Усадьба. Флигель, 1901—1902, Историзм.

В эти годы Горденин жил на квартире, которую снимал в доходном доме по улице Ярославов вал № 29. В этом доме по проекту архитектора был надстроен третий этаж. В 1911—1912 годах архитектор жил в собственном доме по улице Кудрявской, 15 (не сохранился).
Горденин является автором проектов здания киевской еврейской общины (1894) и синагоги на улице Щекавицкой № 10, 29 (1894—1895).

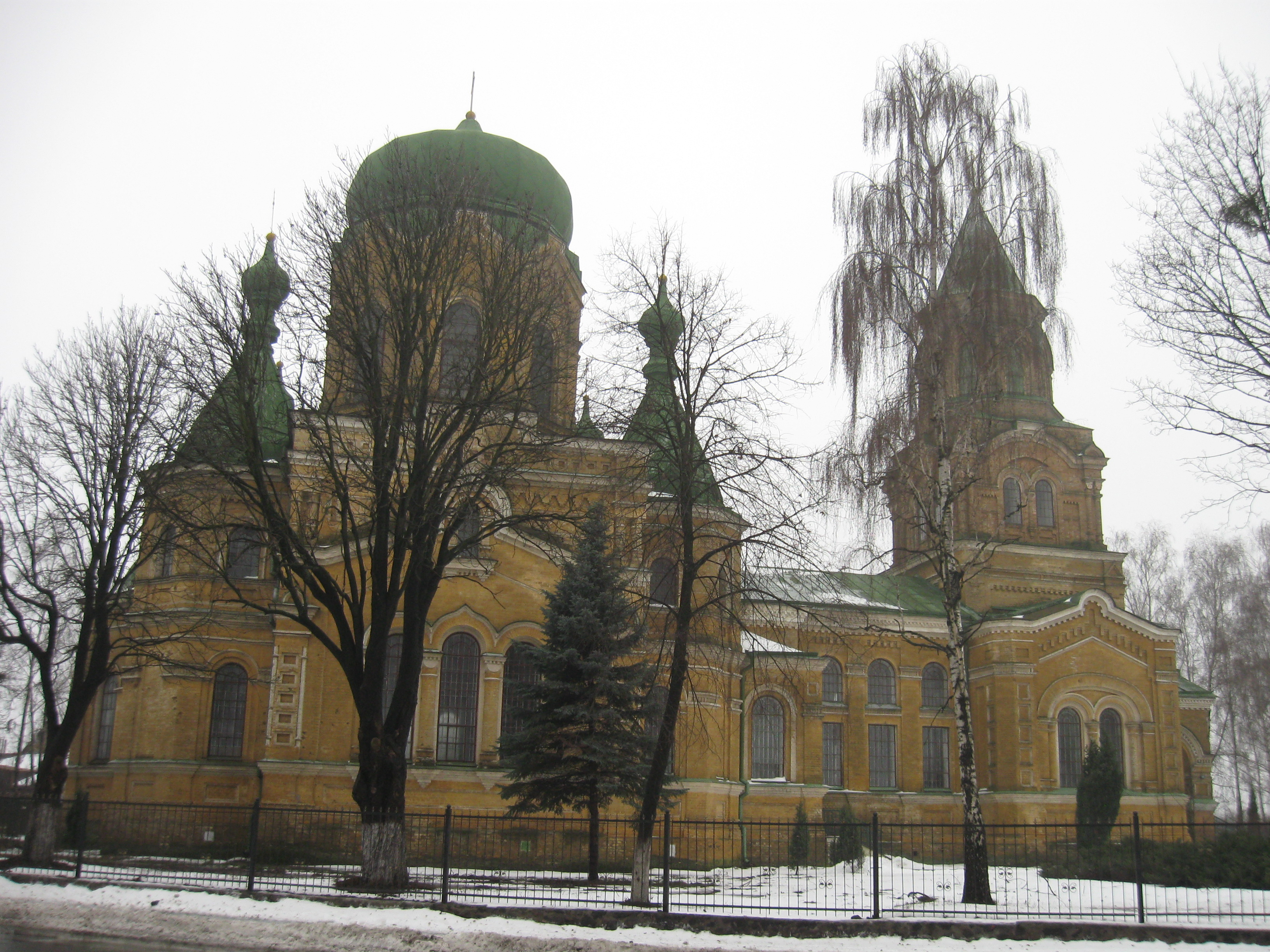
Церковь Покрова Богородицы в селе Новые Петровцы

На территории Киевской губернии известны такие работы Николая Горденина:
- Свято-Михайловская церковь[укр.] в городе Боярка (1898—1902);
- железобетонные хоры для каменной Воскресенской церкви[укр.] в селе Зазимье (1911—1912);
- деревянная церковь Покрова Богородицы в селе Требухов Броварского района (1910);
- каменная церковь Покрова Богородицы[укр.] в селе Новые Петровцы Вышгородского района (1903—1913);
- каменная Покровская церковь в селе Козаровичи Вышгородского района (1901—1909) — не сохранилась, в годы коллективизации её разобрали и из кирпича построили двухэтажную школу; битый кирпич пошёл на строительство дороги в Дымер.

В 1903 году Горденин сделал проект расширения собора Антония и Феодосия в городе Васильков — пристройка западного притвора с небольшой деревянной банькой к творению Степана Ковнира. Проект остался не осуществлённым.
Умер архитектор в 1914 году.